# 施文庆
施文庆（？—589年2月12日），南朝陈官吏，吴兴乌程（今浙江湖州）人。最初在太子陈叔宝手下任職，陈后主即位，提拔为中书舍人兼步兵校尉掌管金帛局。施文庆又向陳後主引荐沈客卿、阳惠朗、徐哲、暨慧景等人。阳惠朗擔任太市令，暨慧景擔任尚书金、仓都令史。二人向百姓征收重稅，百姓不滿。而在沈客卿监督下，南朝陳每年的稅收所得都达到平时的数十倍，陈后主十分滿意，讓阳惠朗獲得奉朝请的資格。祯明三年（589年），陳後主任命施文庆擔任都督，代替晋熙王陈叔文擔任湘州刺史。恰逢隋軍伐陳，邊界相繼發送警訊。文慶欲早至湘州，遂與中書舍人沈客卿抑而不奏，致陳無防備。(隋灭陈之战期间，隋军攻入建康（今江苏南京）时施文庆與沈客卿、阳惠朗、徐哲、暨慧景等人一同被隋军主帅晋王杨广下令斬於石闕前。